# Upcyklace
Upcyklace je proces přeměňování odpadového materiálu nebo nepotřebných produktů v nové materiály či produkty lepší kvality, pro zlepšení hodnot životního prostředí. Je to protiklad downcyklace, která na rozdíl od upcyklace kvalitu produktu snižuje.
Tento termín poprvé použil Reiner Pilz z technologické společnosti Pilz GmbH, když v roce 1994
aplikoval tento název v jednom z článků v novinách Salvo (č. 23, 11. říjen 1994). Zdůrazňuje, že naše populace potřebuje spíše takovou recyklaci, která přinese vyšší hodnotu, než měl starý výrobek, čili upcyklaci.
Termín upcycling používají William McDonough a Michael Braungart ve svých konceptech odpad = potrava a Cradle to cradle a je sémanticky opačný vůči termínu downcycling. Jako existující příklad upcyclingu uvedl Braungart v dokumentu Waste = Food obal od zmrzliny z biodegradovatelného bioplastu, který se po zahození během několika hodin rozloží a do kterého jsou současně zapuštěna semínka některých druhů trav či jiných rostlin, která z něj následně vzejdou.

## Upcyklace v umění
Myšlenka opětovného využití odpadového materiálu v hlavním směru umění přišla sporadicky během 20. století, ačkoliv dlouho to byl jen výrobní prostředek v lidovém umění.

### Umělci, kteří používají odpadový materiál

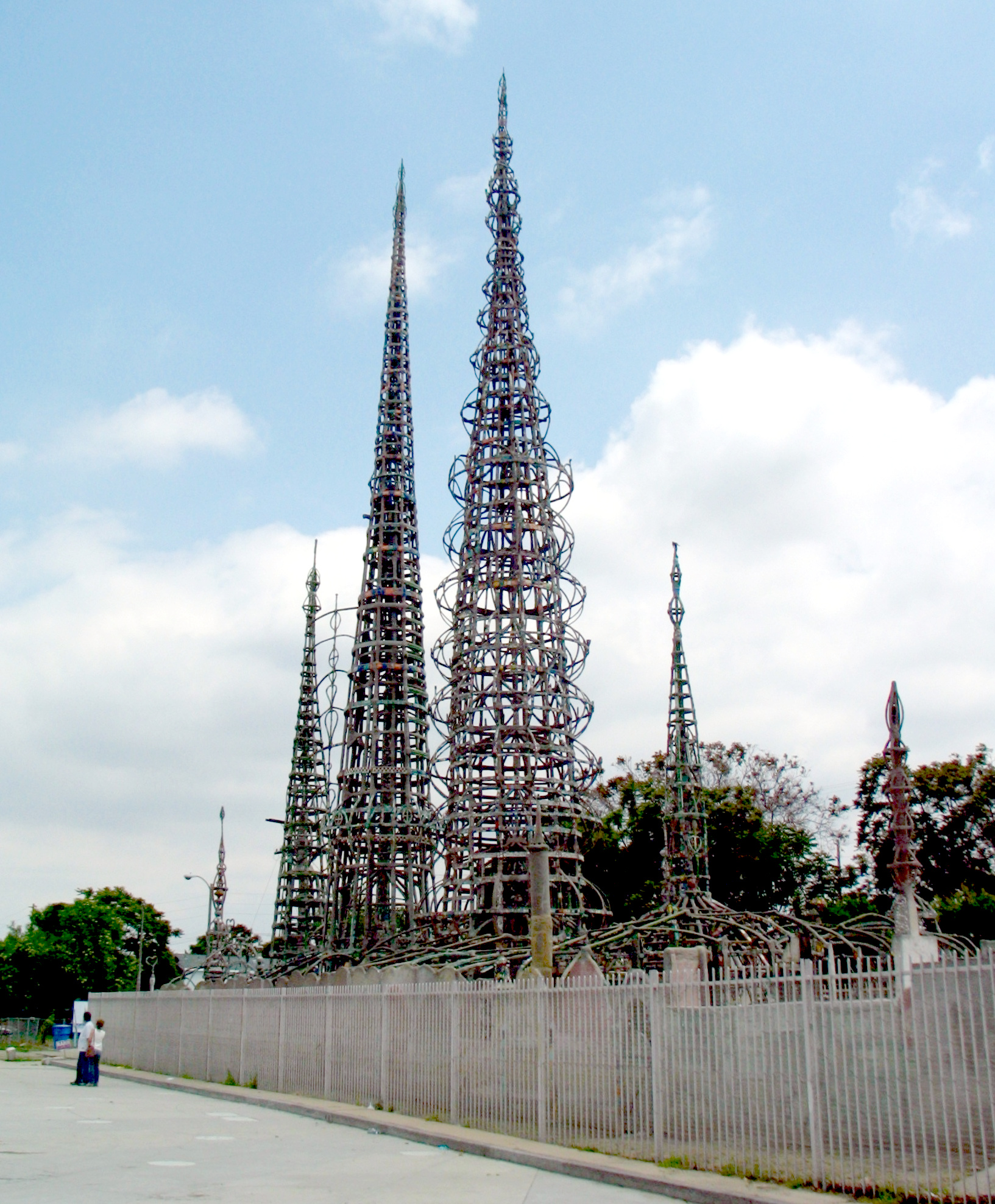
Simon Radia – Watts Tower

Simon Rodia s jeho Watts Tower (1921–1954) z Los Angeles je velkým zastáncem upcyklace. Rozhodl se použít kovový šrot, rozbité sklo a keramiku ve velkém měřítku. Vytvořil 17 staveb, z nichž nejvyšší dosahuje 30 metrů. Upcyklací se nechali inspirovat i současní dadaisté. Marcel Duchamp vytvořil z nepotřebného předního kola a vidlice objekt „Bicycle wheel“. Mezi jeho nejznámější práci patří „Fontána“, v překladu vodotrysk či fontána, k jehož výrobě použil pisoár, který koupil v železářství. Pablo Picasso a jeho „Býčí hlava“ (1942) je socha vyrobená z vyřazeného cyklistického sedla a řídítek.

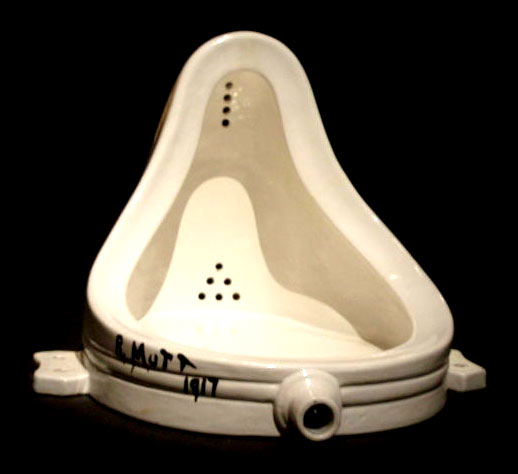
Marcel Duchamp – Fontána

Díla nebyla tvořena jen z velkých nepotřebných či rozbitých předmětů. V polovině století zpracovával umělec Joseph Cornell koláže a krabicové asamblážní díla ze starých knih a jiných nalezených předmětů. Naopak Robert Rauschenberg shromažďoval odpadky nejprve v Maroku, později v ulicích New Yorku, aby mohl odpad využít do svých uměleckých děl.
Myšlenka zvýšení základních hodnot recyklovaných předmětů jako politické prohlášení, spíše než představování recyklovaných předmětů jako odraz nebo výsledek z výrobních prostředků, je z velké části představa pozdního 20. století. Romuald Hazoumé, umělec ze západoafrické republiky Benin, ukázal v roce 2007 jeho originální použití vyřazených plastových kanystrů na benzín a jiné palivo, které se podobají tradiční africké masce. Výstava Documenta se koná každých pět let v německém městě Kasselu. Documenta 12 v roce 2007 vystavila jeho umění. Hazoumé o své práci řekl: „pošlu zpět na západ to, co jim patří, to znamená, odpad z konzumní společnosti, která nás zasypává každý den.“ V dnešní době umělců jen přibývá, upcyklace se tak dostává do povědomí širší společnosti.

## Upcyklace v hudbě
Typickým příkladem je Orquesta de Instrumentos Reciclados de Cateura z Paraguaye. Nástroje orchestru jsou vyrobeny z materiálů odebraných ze skládky, která se nachází v městečku Cateura na předměstí Asunciónu.

## Upcyklace v módě
Upcycling je více než módní slovo, podporuje nový způsob myšlení o tom, jak a proč bychom měli zahájit jakýkoli proces návrhu. Udržitelné postupy a otázky životního prostředí jsou již na programu téměř každého designového studia po celém světě, protože mnoho návrhářů chápe jejich aktivní roli při změně způsobu, jakým se v současnosti vyrábí móda.
Historie: Během druhé poloviny druhé světové války Britové přijali a zdokonalili umění upcyklace poté, co byl 1. června 1941 vyhlášen přídělový systém oblečení. Dodávky všeho, včetně textilu, byly omezené. Dostupné zásoby byly použity při výrobě válečných uniforem a přibližně čtvrtina britské populace byla zapojena do válečného úsilí a musela nosit nějaký druh uniformy. To vyvolalo obrovský tlak na britský textilní a oděvní průmysl. Civilní oblečení muselo být následně na příděl společně s jídlem, palivem a dalšími zásobami. Kampaň „Make Do and Mend“ (udělej a oprav) byla zahájena s cílem povzbudit lidi, aby jim stávající zásoby oblečení vydržely déle. Ženy doma musely přešívat staré oblečení tedy upcyklovat, jen aby mohly obléknout svou rodinu v tomto válečném období. Schopnost opravovat, upcyklovat a vyrábět oblečení byla s pokračující válkou stále důležitější.  Ženy nemohly nakupovat látky na výrobu oděvů pro děti ani dospělé, a začaly používat textilie pro domácnost, jako jsou záclony a ubrusy. Mnoho žen používalo například potahové látky, dokud se ani ty nestaly nedostupnými. Oblíbené bylo i opětovné použití válečných materiálů, někdy se používal i zatemňovací materiál, stejně jako padákové hedvábí, které bylo ideální na spodní a noční prádlo, nebo například i na svatební šaty.
Příklad tohoto druhu vynalézavosti je ukázán ve filmu z roku 1939 Jih proti severu. Ve filmu je scéna, kde se Scarlett O'Hara uchýlí k použití páru zelených závěsů, aby si vyrobila šaty. Střapce záclon použije jako pásek. 
Upcycling nikdy nezmizel, ale znovu se objevil ve velkém na přelomu 80. a 90. let 20. století, kdy byla Velká Británie v sevření velké recese. Veřejnost reagovala přijetím myšlenky hand-me-down (obnošené šaty) oblečení. Módou posedlí teenageři chtěli vyjádřit svou vlastní identitu a uchýlili se k upcyklaci a úpravě oblečení, které získali od jejich starších příbuzných. Kultura a snaha vyjádřit svůj osobní styl se spojily a vytvořily kulturu mládeže, kdy přeměna starých šatů „vaší mámy“ bylo něco cool, mladistvé a stylové.
Je nesčetné množství způsobů, jak můžete změnit svůj oděv. Například obarvením, odbarvením, pomalováním, přidáním nášivek, korálků nebo cvočků. Někdy stačí pozměnit jen malý detail, či naopak z pánského neforemného saka vytvořit dámské sako v sexy křivkách.
V 21. století je upcyklace nejen ekonomickou otázkou, ale stále více volbou etickou. Zůstává myšlenka originality a vyčlenění se z mainstreamu (ze středního proudu). Spotřebitelé mají obavy z obrovského množství oděvů, které se vyrábí v rozvojových zemích s pochybnými pracovními podmínkami. Stále více lidí se soustředí na problémy životního prostředí, a škod způsobených kulturou fasf fashion. V Čechách vznikají nové značky, které se upcyklací zabývají, a to buď okrajově, nebo vyrábí oděvy a textilní doplňky pouze ze starého second-hand oblečení, textilií, nebo jiných netradičních materiálů, například padákoviny ze starých vojenských padáků, které dlouho leželi ve skladu a tím pádem jsou pro své původní účely nepoužitelné. Na kabáty a jiné kousky oblečení jej využívá například značka klon.works.

## Upcyklace v průmyslu
Mnoho průmyslových procesů, jako jsou plasty a elektronické výroby, spoléhají na spotřebu omezených zdrojů. Navíc odpad může mít dopad na životní prostředí a může mít vliv i na lidské zdraví. V této souvislosti, upcyklace popisuje použití dostupných a budoucích technologií ke snížení odpadu a spotřeby zdrojů vytvořením produktu s vyšší hodnotou z odpadních nebo vedlejších produktů.
Upcyklace v Česku je k vidění např. při projektech Zdrojovny, v Kovozoo nedaleko Uherského Hradiště, či při procesu opětovné výroby spotřební techniky. Upcyklované produkty z reinkarnovaného skla a odpadu z výroby ekodrogerie vznikají také v brněnské společnosti Tierra Verde.
V rámci Česka jsou v roce 2015 aktivní i mnohé další projekty a společnosti, které se upcyklací zabývají – může se jednat o aktivity společnosti FOREWEAR zaměřující se úspěšně na upcycling použitého oblečení, CONTIQUA zabývající se výrobou designových výrobků z průmyslových přebytků, FLORIUM zabývající se zpracování biologického odpadu formou vermikompostování a následnou výrobou kvalitního přírodního hnojiva a v neposlední řadě i IBCSD LAB, která tvoří základ mezinárodního obchodního centra udržitelného rozvoje a přinesla do procesu pojem INDUSTRIAL UPCYCLING, který se na rozdíl od výše uvedených zabývá projektu druhotného víceúrovňového zužitkování většiny průmyslových přebytků a prevencí vzniku odpadu na globální úrovni.